# Kaleidoscope (singel)
Kaleidoscope är en singel av den japanska artisten Kaya, i samarbete med Kalm, släppt i juni 2006.
Singeln innehåller två låtar (text av Kaya, musik av Kalm):
1. Kaleidoscope (5:07)
2. Remains of Mind (5:25)